# Samarinda
Samarinda is de hoofdstad van de provincie Oost-Kalimantan, op het Indonesische eiland Borneo, op 50 km afstand van de monding van de Mahakam rivier in zee. De stad zelf heeft ongeveer 335.000 inwoners. Het lokale bestuur gaat echter over een groot gebied, van 718 km², dat veel dorpen omvat, en in totaal ca. 580.000 inwoners.
De plaats is gesticht in 1730 als een handelspost. De, op sommige plaatsen bij hoog water kilometersbrede, rivier is de belangrijkste handelsroute met het binnenland en kan bovendien met zeewaardige schepen tot Samarinda worden bereikt. Langs de rivier bevindt zich industrie waar het hout uit het binnenland wordt gezaagd of tot triplex verwerkt. Daarnaast is er een levendig verkeer van allerhande vaartuigen. Via het wegtransport kan men namelijk vooral plaatsen in de nabijheid van Samarinda bereiken.

## Verkeer en vervoer

### Luchthaven
De Luchthaven Samarinda is wordt voornamelijk gebruikt voor vluchten naar plaatsen langs de kust en naar het binnenland van de provincie.

## Galerij

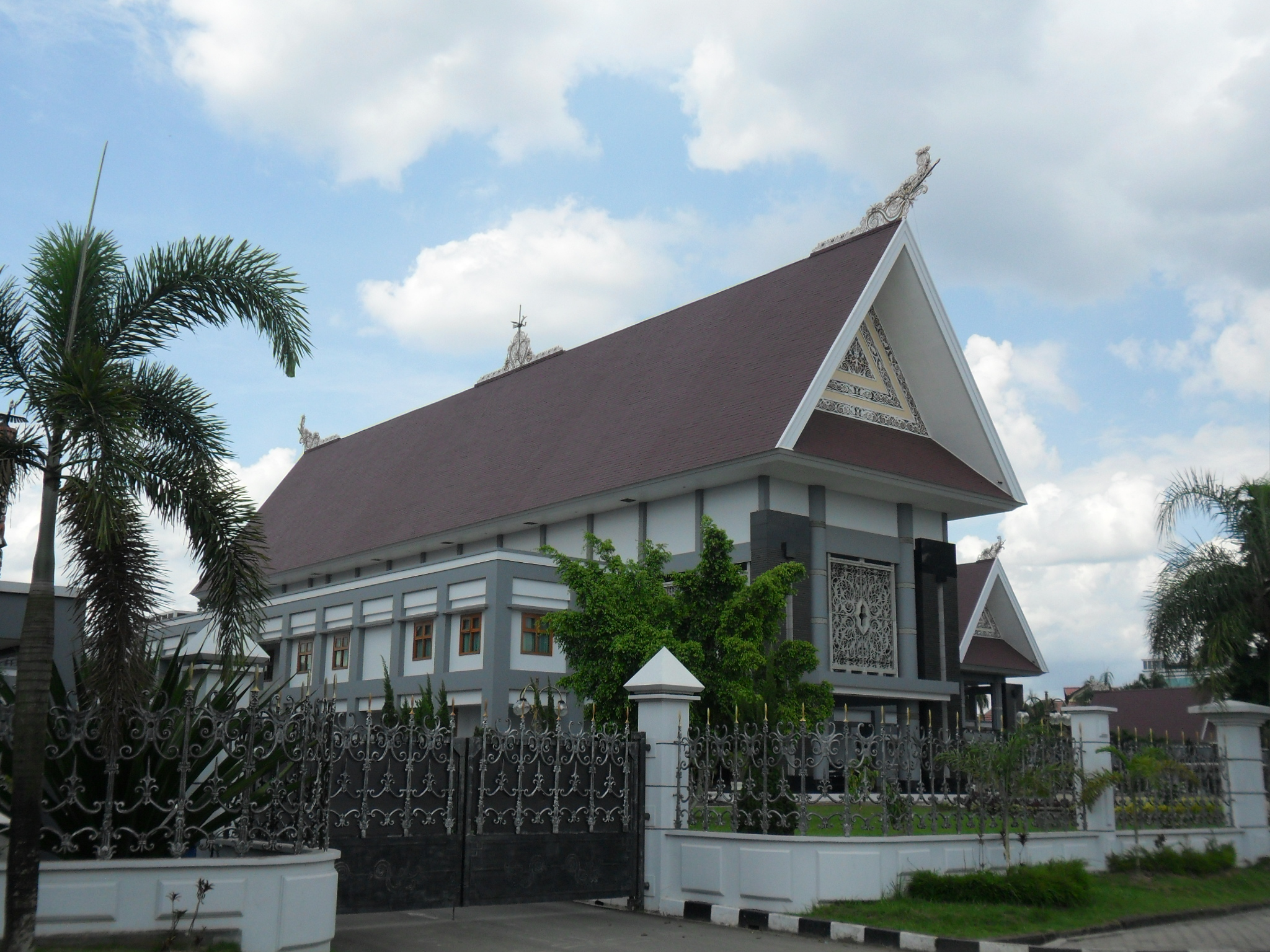
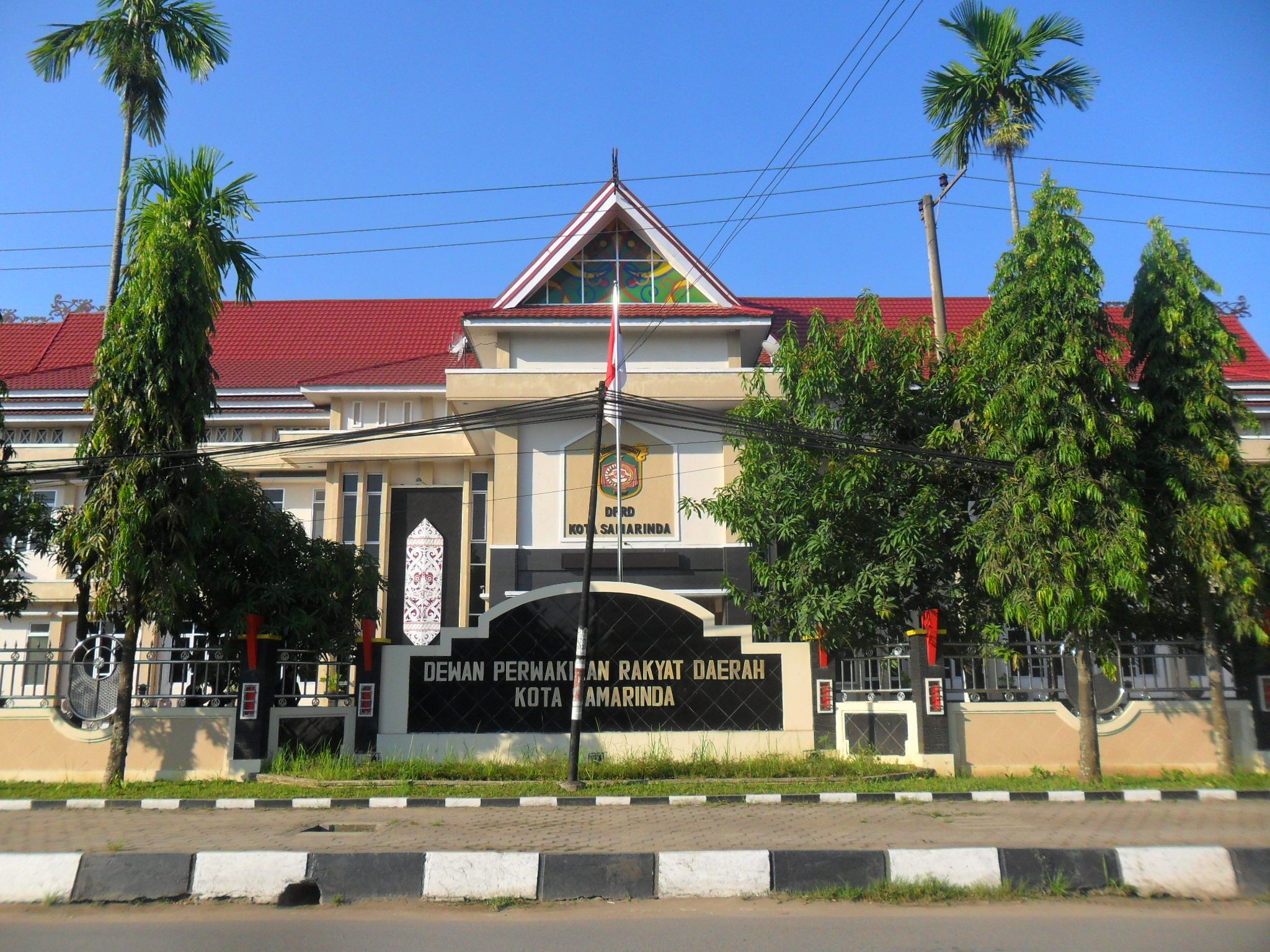